# セルゲイ・キーロフ

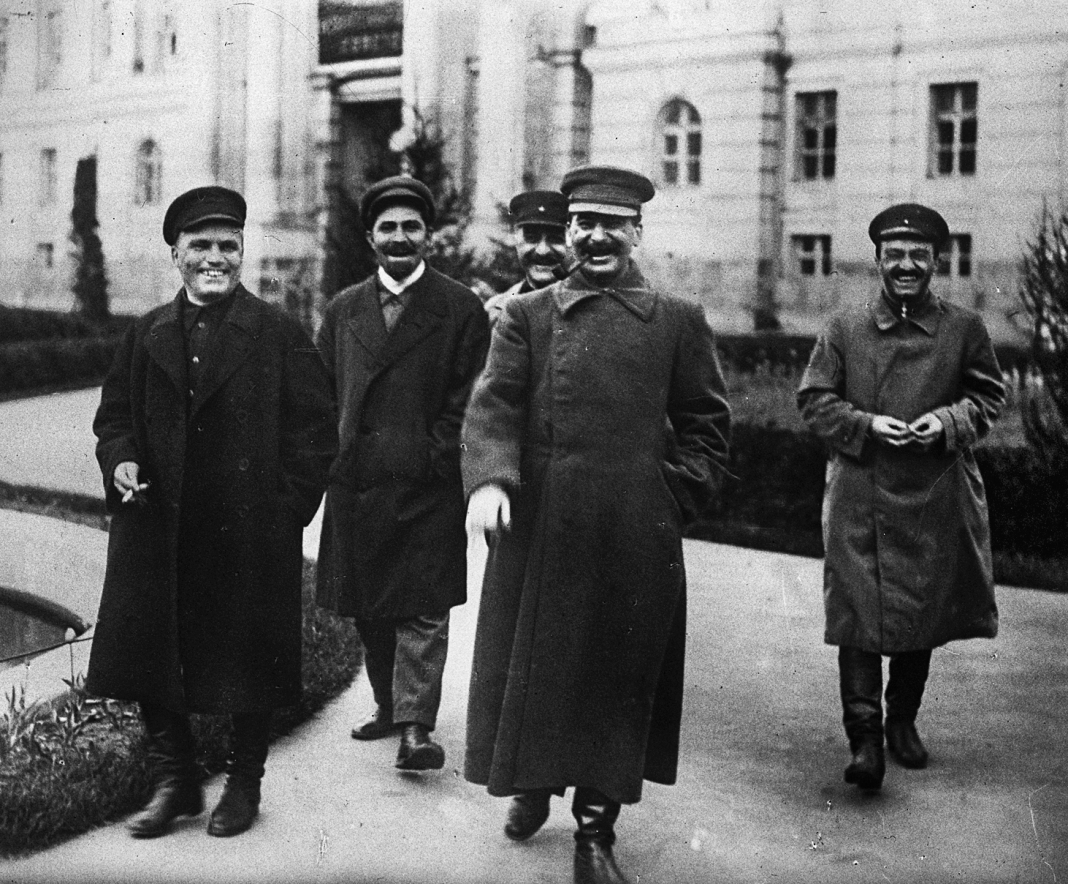
メーデー祭典後、クレムリン内を歩く　左から　キーロフ・カガノヴィッチ・オルジョニキーゼ・スターリン・ミコヤン　（1935年5月1日）

セルゲイ・ミローノヴィチ・キーロフ（ロシア語: Серге́й Миро́нович Ки́ров, 1886年3月27日〈ユリウス暦3月15日〉 - 1934年12月1日）は、ソビエト連邦の革命家、政治家。本姓はコーストリコフ（Ко́стриков）。レニングラード・ソビエト議長。

## 人物・来歴
ロシア帝国ヴャトカ県のウルジュームに生まれる。早くに両親を失い、孤児院で育った。1904年にカザン工業学校を卒業後、シベリア、カフカースなどで革命運動に加わり、1914年北カフカースでボリシェヴィキの組織責任者となった。
1919年アストラハン軍事革命委員会議長。1920年から1922年までザカフカース各地で革命政権を樹立し、同地の赤化統一に関与した。1923年ロシア共産党中央委員に選出。1926年グリゴリー・ジノヴィエフの拠点であったレニングラードに州委員会第一書記として着任し、ジノヴィエフ色を一掃。1930年政治局員。1930年代の農業集団化ではクラーク弾圧に力を奮い、スターリンと並ぶ有力な対抗馬と見なされる。1934年2月、党中央委員会書記・組織局員を兼務。

## スターリンとの関係
1932年以降、キーロフとスターリンの間には徐々に確執が生じていた。党内反対派に対して強硬主義をとるスターリンと穏健派のキーロフとの間では、反対派の処遇を巡ってしばしば意見の衝突が起きたほか、レニングラードにおける配給制度といった実務上の問題でも対立があった。フルシチョフは、スターリンとキーロフが「激しい言葉の応酬」を交わすところを目撃している。
1929年から1933年にかけての農民の集団化に関する闘争の結果、国内は大飢饉やテロで疲弊する中で、キーロフは党や国民の間に広がる和解ムードを代表する人物として存在感を増していった。1934年に開催された第十七回党大会においては、一部の代議員の間から、スターリンを書記長の職から解任し、代わってキーロフを書記長にしようとする動きがあった。この提案は他ならぬキーロフ本人が退けたものの、スターリンにとってキーロフは、自身の権力基盤を揺るがしかねない存在となりつつあった。

## 暗殺
1934年12月1日午後4時半ごろ、ダヴリーダ宮殿で行われる予定の報告会を控え、側近の州委員会第二書記ミハイル・チュードフと報告の内容を協議すべく、レニングラード党本部（旧スモーリヌイ学院）に入ったキーロフは、自身の執務室へ向かう廊下の途中で、待ち構えていたレオニード・ニコラエフによって背後から拳銃で首を撃たれ、殺害された。
ニコラエフの身元は、1904年生まれの党員で、元農民監察部職員であったが、職場でのトラブル等が原因でキーロフ暗殺当時は公職から外れていた。ニコラエフは次第に官僚社会に対する不満を募らせ、同時に自身を「歴史的な暗殺者」と思い込むようになった。ニコラエフはたびたび拳銃を所持してキーロフの周辺をうろつき逮捕されているが、何故かそのたびに内務人民委員部レニングラード支局の上層部の意向により釈放されている。またキーロフ暗殺当時、ニコラエフは易々と建物内に侵入できたばかりか、各階の警備員はことごとく持ち場を離れていた。さらにキーロフのボディーガードを務めていたボリソフも、キーロフとは別の場所にいた。これは後にキーロフの暗殺が、ゲンリフ・ヤゴーダ（さらにはスターリン）を筆頭とする内務人民委員部の関与による組織的なものだったことをうかがわせる事実となった。実際、内務人民委員部はニコラエフの素性をつかんでおり、レニングラード支局長代理イワン・ザポロジェツは、協力者を介して以前からニコラエフと接触を図っていた。

## 調査・裁判
キーロフ暗殺の報は、チュードフによって直ちにモスクワにもたらされた。スターリンはこの暗殺事件を調査すべく、側近らとともに直々に調査団に加わり、事件発生から約15～16時間後にレニングラードに乗り込んだ。スターリンは自らニコラエフの尋問を行ったが、ニコラエフは暗殺の動機について、内務人民委員部の関係者を指し示しながら「彼らに聞けばいい」と返答したという。
キーロフのボディーガードだったボリソフについても尋問が行われる予定だったが、ボリソフは尋問のためレニングラード党本部へトラックで護送される途中、トラックが倉庫の壁に接触して「事故死」したとされた。しかし実際には、トラック内部で内務人民委員部の係官によって撲殺されたとみられる。
個人的な恨みを動因とした暗殺犯のニコラエフは、捜査の過程で次第にジノヴィエフ派のテロリストに仕立て上げられるようになった。レニングラードはかつてジノヴィエフの本拠地であり、当時もまだジノヴィエフ派の影響力が残存していたため、スターリンはこの事件を契機としてレニングラードからジノヴィエフ派の一掃を図ろうとしたのである。スターリンは自ら「レニングラード・テロリスト・センター」なる組織を想定し、そのメンバーリストを作成してエジョフに手渡した。
ニコラエフは他の知人らとともにテロリストのメンバーとして非公開裁判にかけられた。そして1934年12月29日に死刑判決を受け、その日の夜にリテイニ刑務所の地下室で銃殺された。

## 死後
キーロフ暗殺事件は、1937年以降 数百万人が犠牲となった大粛清の契機となった。スターリン以下共産党指導部は、キーロフ暗殺の背後に大規模な「陰謀」の存在を主張し、反対派に対する弾圧を果てしなく強化していった。こうした弾圧・粛清は秘密警察の指導者ゲンリフ・ヤゴーダ、ニコライ・エジョフにより実施された。グリゴリー・ジノヴィエフやレフ・カーメネフといった重要な古参ボリシェビキが事件に連座させられて逮捕され、後には処刑されている。

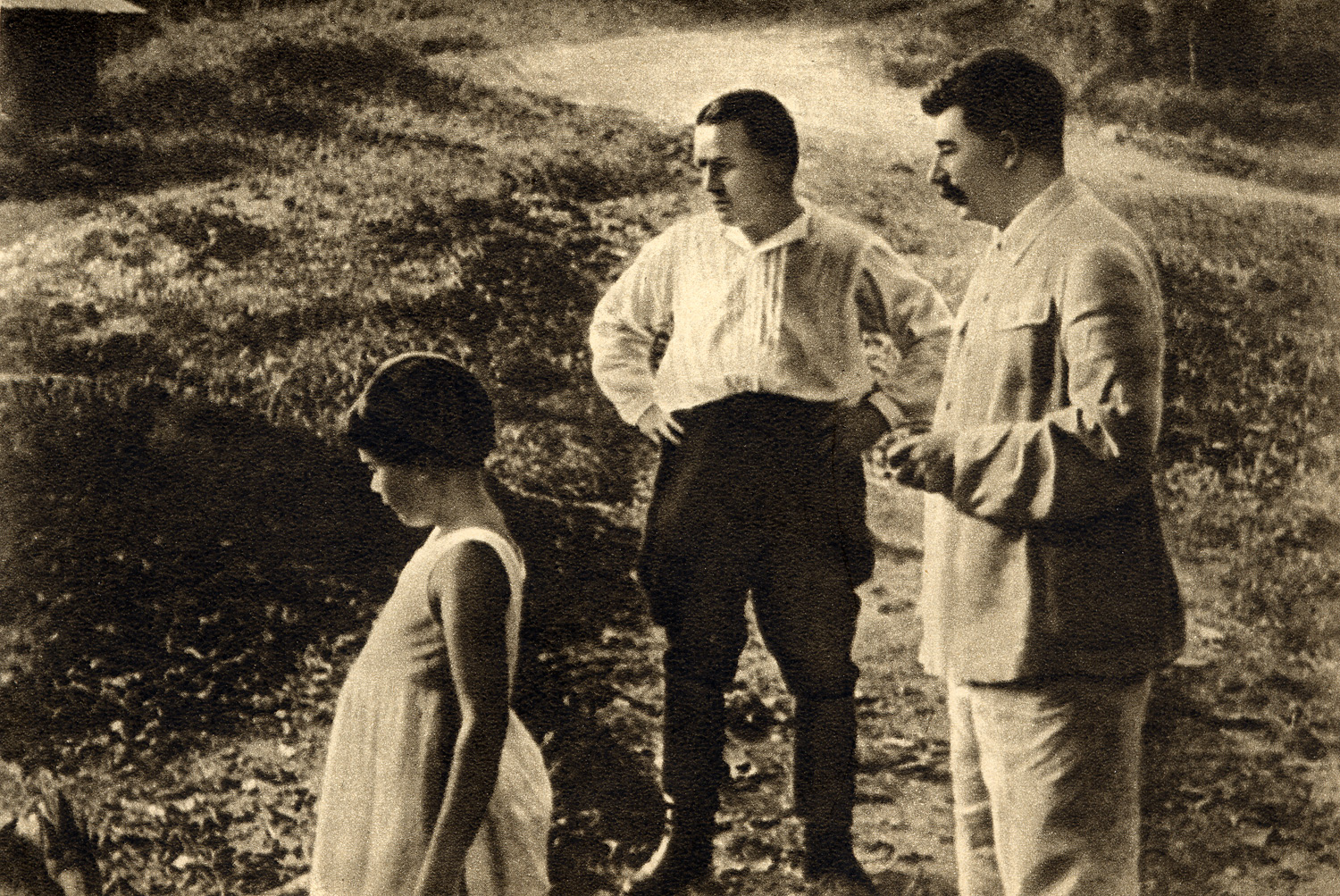
キーロフ(中央)とスターリン(右)

スターリンの死後、1956年のニキータ・フルシチョフによるスターリン批判を契機に非スターリン化が進むと事態は一変した。フルシチョフは事件に関する調査委員会を設け、委員会は膨大な数の証言や資料を収集し、ボリソフの殺害現場で検証を行うなどした。しかし、これらの調査結果は結局公表されることはなかった。フルシチョフは回想記の中で、自分個人の考えと断わりながらも、スターリンがヤゴーダを介してニコラーエフにキーロフを殺害させたとの見解を示している。一方、ソ連崩壊後に機密資料が多数公開されたが、キーロフがスターリンの指示によって暗殺されたという直接の証拠は見つかっていない。
死後、キーロフの故郷ヴャトカはキーロフ（現キーロフ州の州都）と改名された。また、ジノヴィエフの故郷ジノーヴィエフスク（旧名：エリザヴェトグラード）は彼の失脚に伴い、彼が暗殺したとされていたキーロフにちなみ、キーロヴォ、そしてキロヴォグラードと改称された（現・クロピヴニツキー）。現在でもキーロフバレエ団や軍艦キーロフ級ミサイル巡洋艦の名称に広く使用されている。